# Den lige vej (film fra 1916)
Den lige vej er en amerikansk stumfilm fra 1916 af Chester M. Franklin og Sidney A. Franklin.

## Medvirkende
- Norma Talmadge som Grace Remington.
- Ralph Lewis som John Remington.
- Ninon Fovieri.
- Francis Carpenter.
- Fern Collier.